# Plaza de la Reina Doña Juana
La plaza de la Reina Doña Juana es un espacio público de la ciudad española de Segovia.

## Descripción
La plaza, contigua a la de los Espejos y la de Adolfo Suárez, está encerrada por las calles de Domingo de Soto y del Cronista Ildefonso Rodríguez, y nace también de ella la calle Angosta. El espacio, que honra con el actual nombre a Juana de Portugal (1439-1475), tuvo antes el título de «plazuela de las Arquetas». Se encuentra en ella el palacio de Enrique IV. Aparece descrita en Las calles de Segovia (1918) de Mariano Sáez y Romero con las siguientes palabras:

Reina D.ª Juana (Plazuela de la).—Está enclavada entre la plazuela de los Espejos y las calles de los Huertos y Domingo Soto, y hasta el año 1892 se denominó de las Arquetas. Pasaba por el centro de esta plazuela, en la dirección del Seminario a los Huertos, una antigua cañería de piedra que recogía el agua que venía por el Acueducto y surtía a los lados Norte y Saliente de la Capital, y en la plazuela había y a poca distancia unos de otros, ocho o diez registros para la toma y derivación de las aguas, cerrados por gruesas piedras de granito y constituyendo arquetas o pequeños recipientes y de lo que tomó nombre la plazuela. Es uno de los sitios de más tránsito de esta parte de la población, y frecuentado el rincón de la calle Angosta por los vecinos del barrio, gente sencilla y trabajadora, que al sol en el invierno y en las noches veraniegas forman tertulias y comentan sabrosamente sus cuitas, y los chicos son allí siempre en número crecido, que juegan y cantan y arman en ocasiones estruendosa algarabía. Decora esta plazuela el antiguo palacio de Enrique IV, construído en el siglo XV y que también habitaron los Reyes Católicos, y daba la vuelta por los Espejos, llegando hasta la calle de los Viejos. Y vivió principalmente en este palacio la mujer de su fundador la Reina D.ª Juana, antes Infanta de Portugal, de quien toma nombre la vía, madre de la Infanta D.ª Juana, conocida ésta en la historia por La Beltraneja. El palacio fué fraccionado en dos casas, constituyendo la mansión regia, la que da a esta plazuela que describimos. Es sólido, con portada de piedra y amplios patios y habitaciones, pero ha perdido el carácter ostentoso de una casa de reyes. Tiene, como recuerdo de lo que fué, unos arcos cerrados de estilo gótico florido y un artesonado muy aceptable en una habitación de la planta baja. Habitan la casa las familias de Mercado y Galicia y antes lo hicieron las de Peñalosa, Bracamonte, Barros y Porras. El cambiar el nombre de las calles es muy frecuente por los Ayuntamientos, sin preocuparse de los inconvenientes y perjuicios que ocasionan y muchas veces sin justificación. En esta plazuela, que bien estaba con su nombre antiguo, si quiso recordar el palacio, pudo llamarse de Enrique IV, que con todas las desdichas de este rey débil, pusilánime y desgraciado, hizo mucho por Segovia, a la que llamaba su Ciudad, pues les concedió ferias, mercedes, instituyó igleisas, hizo industria, y aquí vivió muchos años y el palacio para él le edificó Juan II, que puso casa a su hijo; pero fué ocurrencia llamar la plazuela, de la Reina D.ª Juana, pues aparte de su confusión con la reina verdadera, que lo fué pocos años después D.ª Juana la loca, fué una reina consorte y discutida, y aún más desdichada que su marido y sin ningún rasgo saliente en su vida, y parece que postergando el homenaje de la Ciudad al rey verdadero.
(Sáez y Romero, 1918, pp. 140-141)